# 紀元前2年
紀元前2年（きげんぜん2ねん）。天文学的紀年法では、西暦 -1年（マイナス1年）。平年。
ユリウス暦制定（紀元前45年）直後の混乱により、紀元前6年から紀元7年まで13年間にわたって、3回分（紀元前5年、紀元前1年、紀元4年）の閏年を停止したため、紀元前2年は平年であったと推定されている（ユリウス暦#運用）。

## 他の紀年法
- 天文学的紀年法：-1年
- 干支 : 己未
- 日本
  - 垂仁天皇28年
  - 皇紀659年
- 中国
  - 前漢 : 元寿元年
- 朝鮮
  - 高句麗 : 瑠璃明王18年
  - 新羅 : 赫居世56年
  - 百済 : 温祚王17年
  - 檀紀2332年
- 仏滅紀元 : 542年
- ユダヤ暦 : 3759年 - 3760年

## できごと
- 大月氏の使者である伊存が前漢の人に「浮屠経」を口伝した（『釈老志』）。
  - 中国への仏教伝来説の中でも最古のもの。
- （古代ローマ）アウグストゥスがローマ元老院から「国家の父（pater patriae）」の称号を受ける。
- 前漢　元寿元年12月、董賢が大司馬となる。

## 死去
- 王嘉、前漢の政治家
- フラーテス4世、アルサケス朝パルティアの王（妻ムサにより殺される）